# أمير العيد
أمير العيد أو المعجب هو احتفال شعبي يقام في اليمن في أيام عيد الأضحى من كل سنة هجرية، وينتشر في أرياف بعض المحافظات الوسطى (إب وذمار والبيضاء والضالع).
وهو تقليد سنوي جماعي، يسمّى النَفَس، يحييه كل تجمع قرى (قبيلة/ مخلاف) على حدة، حيث على كل قرية أن تستضيف “النفس” يوماً واحداً على مدى أيام العيد العشرة من عيد الأضحى؛ بإنشاد الزوامل الشعرية، ورقص “البَرَع” على إيقاع الطبول وعزف المزمار في كرنفال أو مهرجان كبير جمهوره من الرجال والأطفال ونجومه الفنانون والشعراء والراقصون، وعلى رأسهم شخصية تنكرية يسمى "أمير العيد".
ويحتفل بأمير العيد في أيام العيد العشرة على أن بعضهم يحتفل بها خمسة أيام فقط بداية من أول أيام العيد وأحياناً من ثاني أو ثالث أيام العيد. ويختلف وقت الاحتفال ففي بعضها يكون في الصباح حتى الظهر، وفي بعضها من العصر حتى المغرب، وفي أخرى من بداية المساء حتى الساعة العاشرة مساءً.

## عناصر الاحتفال

### شخصيات تنكرية
أمير العيد: أشبه بمهرج شعبي يظهر في الاحتفال بلباس تنكري مميز، ويلبس قناعاً من رأس ثور وباروكة من صوف الأغنام ورداءً من جلد حيوان وممسكاً في يده ذيل ثور (من الأثوار المذبوحة في العيد)، ويظهر متقدما الجمع.
الجارية: شخصية يمثلها رجل متنكر بملابس نسائية، غالباً ملابس عروس، وتستخدم في ذلك الزينة بمختلف أنواعها بما في ذلك الورود والريحان والكحل.
العبد: شخص بملابس مميزة عن ملابس الناس المعتادة، وتوضع على وجهه مساحيق سوداء.
العجوز: شخصية رجل مسن بشعر أبيض ولحية بيضاء طويلة.

### الموكب
تبدأ الاحتفالات من تجمع الناس وفي مقدمتهم الفنانون (عازفو المزمار وضاربو الطبول) ثم انتقالهم من قريتهم إلى القرية المستضيفة، أو تجمعهم في نقطة خارجها، ثم سيرهم معاً إلى ميدان القرية المستضيفة، يتقدمهم أمير العيد (أو أمير العيد والجارية والعبد) وهم يرقصون جميعاً على ايقاع المزمار وايقاع الطبول.

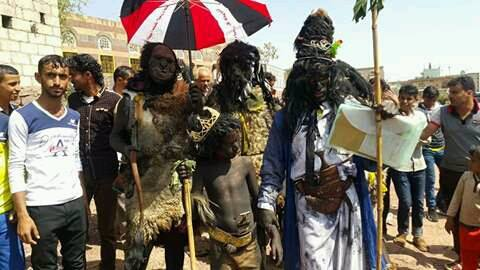
المحكمة الهزلية

### المحكمة الهزلية
يعقد أمير العيد جلسة محاكمة هزلية والبحث عمن تخلفوا عن الحفل وإجبارهم على المشاركة، أو محاكمتهم محاكمة هزلية ومعاقبتهم.

### المساجلات الشعرية
أحياناً تقام ما يشبه المسابقة الشعرية لمجموعة من الشعراء حول نظم قصائد في التغزل بالجارية ومن يفز بأفضل قصيدة يصبح عريسها.

### الاحتفال
يختلف دور أمير العيد بين الرقص وتنظيم الرقص والتمثيل واللعب مع الأطفال ومطاردتهم. ترقص الجارية وفي حمايتها إما الأمير أو العبد، وقد يتم اختطافها، وعندها على الأمير أن يخوض معركةً حتى يستعيدها. ويشارك الجمهور (إلى جانب الشخصيات الرئيسية في الحفل: أمير العيد والجارية، والعبد والعجوز)، في بعض المشاهد التمثيلية أو ذات الطابع المسرحي (محكمة، مبارزة،..) وهي كلها ارتجالية بينما قد تتخلل هذه الاحتفالات بشكل عام بعض الألعاب.

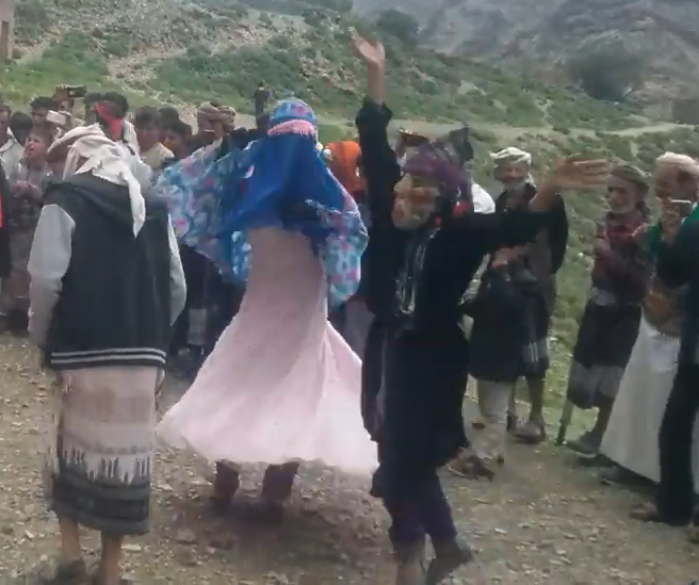
رقصة أمير العيد والجارية

## التاريخ والجذور
تاريخ احتفال أمير العيد مجهول، ويرى أحمد العرامي أنه يعود إلى طقوس الحج في اليمن القديم قبل الإسلام. ويعود أقدم توثيق للاحتفال إلى مطلع التسعينيات في أحد كتب المؤرخ اليمني محمد بن علي الأكوع، الذي يذكره باسم "أمرع العيد أي أمير العيد".